# Mehdia

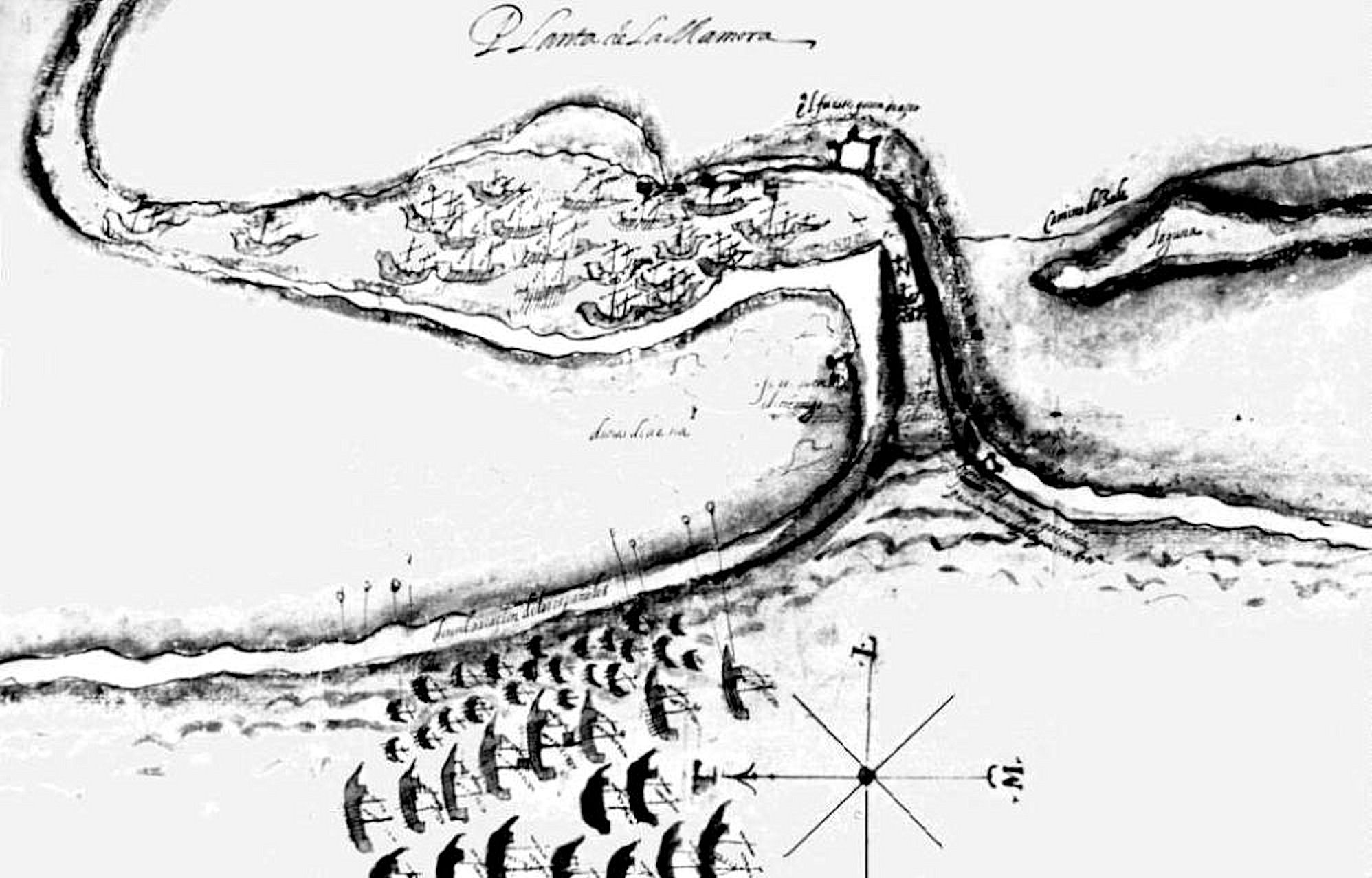
Planta da possessão espanhola de La Mamora em 1621

Mehdia ou Mehdiya (em árabe: المهدية), antigamente denominada el Ma'mura, al-Mamura, ou ainda Mamora ou  São João da Mamora pelos portugueses e  La Mamora e San Miguel de Ultramar pelos espanhóis, é uma cidade e município do noroeste de Marrocos, que faz parte da província de Quenitra e da região de Gharb-Chrarda-Beni Hssen. Em 2004 tinha 16 258 habitantes e estimava-se que em 2012 tivesse  habitantes.
É uma pequena cidade costeira, situada na foz do Cebu, cerca de 30 km a nordeste de Rabat. Os seus principais atrativos turísticos são a reserva biológica do lago de Sidi Boughaba, onde se destacam suas florestas e colónias de aves, as ruínas da fortaleza espanhola e holandesa, a casbá construída pelo líder almóada Iacube Almançor (r. 1184–1199) e as suas extensas praias de areia fina, conhecidas sobretudo pelos amantes de surfe e bodyboard. Nas suas proximidades encontram-se também os restos de duas povoações romanas: Tamusida e Banasa, ambas nas margens do Cebu.

## História

### Fundação (Timiatério)
Timiatério (Thymiatherion; "altar do incenso") ou Timiatéria, um dos primeiros entrepostos cartagineses fundados por Hanão no século V a.C., muito provavelmente situava-se nos arrabaldes da atual Mehdia. É possível que se a barra do porto fosse semelhante à que existe atualmente, os navegadores teriam muitas dificuldades em entrar no estuário, cuja entrada é muito perigosa. O sítio de Timiatério não deve ser confundido com o de Tamusida, uma antiga cidade situada a 32 km em linha reta, na margem do Cebu. Tendo em conta os inúmeros meandros, a distância pelo rio é cerca de 80 a 100 km. É provável que os antigos navegadores tenham começado por estabelecer uma base sólida na foz antes de se aventurarem no interior de terras desconhecidas.
Nada mais se sabe de Timiatério até ao século X d.C., quando uma cidade na embocadura do "Uádi Sabu"  é mencionada em escritos árabes.

### El Ma'mura — séculos X a XVI
Segundo a tradição, que remonta ao século X, Medhia deve o seu nome ao Mádi ibne Tumarte (c. 1080 - 1128), fundador da dinastia almóada. O nome Al-Ma'mura significa "a povoada" ou "a florescente". Outro nome antigo foi ou Halk ("a foz") ou de Halk Sabu ("foz do Sabu"). A grafia da cidade teve diversas variantes (Mâamora, Mahdia, Mahdya, Mehdiya, Mehedya, Mehdiya, etc.), tendo a grafia oficial de Mehdia sido fixada por um decreto do vizir emitido em 17 de maio de 1933.
A fundação da cidade é atribuída pelo historiador marroquino do século XIX Abu al-Qasim al-Zayyani à tribo berbere dos ifrânidas.
No século XII o califa almóada Abde Almumine estabelece em Al-Ma'mura uma estaleiro naval que explora a madeira da floresta de Mamora próxima. O porto serve então de base aos navios construídos para atacar os portugueses e outros reinos cristãos da Península Ibérica. A casbá foi construída por Almançor no mesmo século, para defender a foz do Cebu.
Mâamora foi destruída por um rei merínida ou oatácida de Fez. No início do século XVI, durante o reinado de D. Manuel, os portugueses concebem um projeto para construir uma fortaleza, a que chamaram Forte de São João de Mamora, na foz do Cebu. Em 1514, o rei português ordenou que fosse feito um reconhecimento da barra do Cebu para avaliar a viabilidade e interesse estratégico desse projeto. A 24 de junho de 1515, dia de São João, chega ao local uma forte armada portuguesa, com 200 navios e oito a dez mil homens, para conquistar a área, comandada por António de Noronha. Os portugueses ocuparam a povoação sem resistência e iniciam imediatamente a construção de uma fortificação de campanha para proteger o ancoradouro. No entanto, a fortificação de pouco ou nada serviu contra o ataque lançado pelas tropas saadianas que chegaram ao local para o retomar algumas semanas depois. A retirada dos portugueses, ordenada a 10 de agosto, foi feita de forma caótica, resultando na perda de mais de metade dos homens, grande parte da artilharia e cerca de cem navios. A derrota constituiu um sério revés para os portugueses, tanto a nível militar e estratégico, como ao nível psicológico, pondo fim à ideia de que era praticamente impossível os marroquinos derrotarem os portugueses.
No fim do século XVI tinha-se tornado um reduto e estaleiro de piratas. Um dos piratas que fez de Mamora a sua base foi o inglês Henry Mainwaring.

### La Mamora e Al-Mahdiya — séculos XVII e XVIII

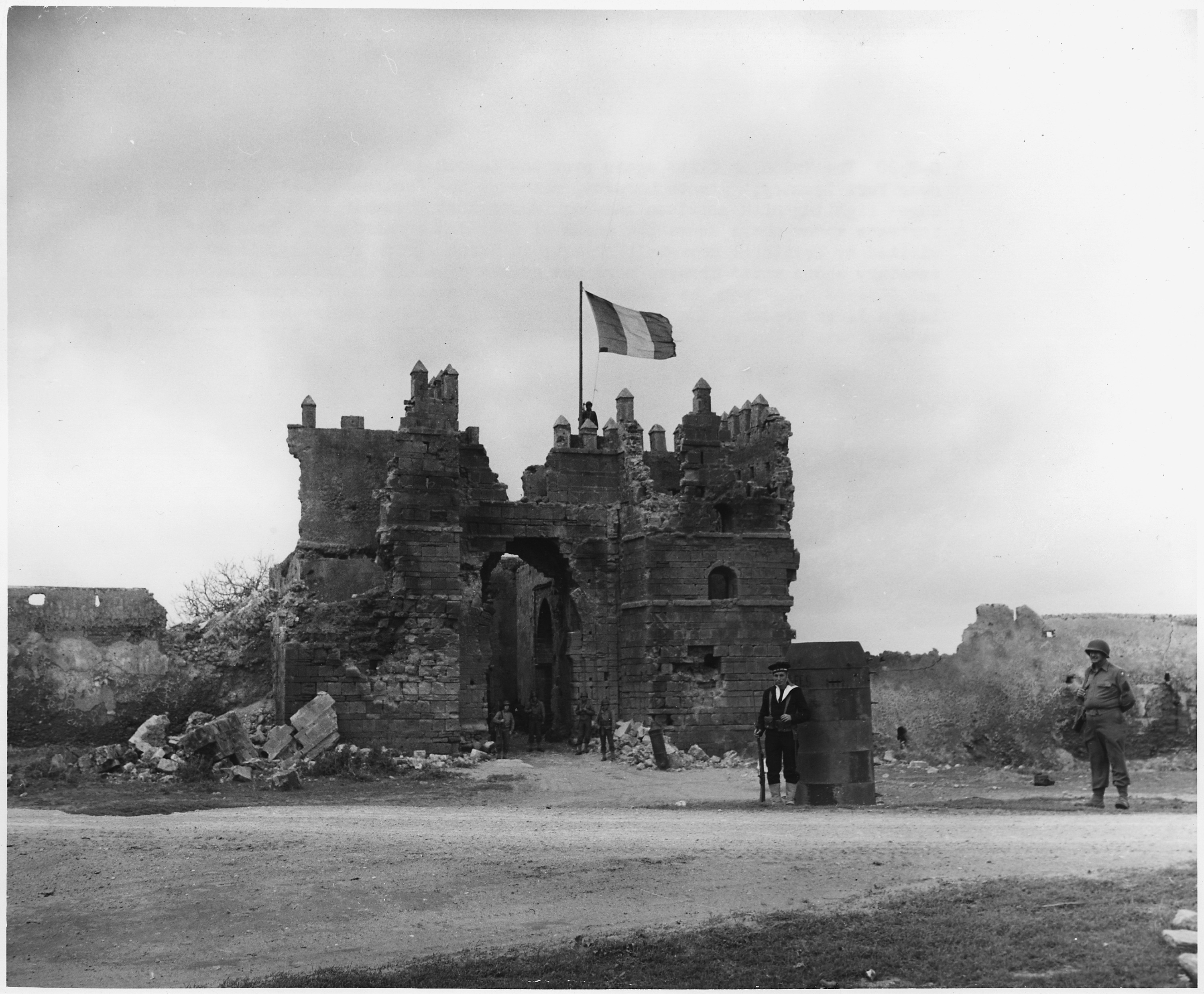
Fotografia de c. 1942-1944 da casbá de Mehdia com a bandeira tricolor francesa hasteada. O título apresenta a casbá como "antiga fortaleza portuguesa".

Os espanhóis fizeram várias tentativas para conquistar Mamora. Em 1611 tentaram inutilizar o porto fazendo lá naufragar oito navios. Voltaram em 1614 com uma frota de 100 navios, quando os holandeses se preparavam para ocupar a cidade. Aproveitando a anarquia que se seguiu à morte do sultão saadiano Mulei Almançor, os espanhóis ocuparam Mamora em agosto desse ano. Após terem negociado com o sultão Mulei Zidane, estabeleceram na cidade, a que chamaram San Miguel de Ultramar, uma forte guarnição de 1 500 homens e construíram um forte.
Ao longo dos 77 que durou a ocupação espanhola, registaram-se numerosos ataques à cidade, a qual foi sofreu cercos em 1619, 1625, 1628, 1647, 1655, 1668, 1671, 1675 e 1678, e chegou a ser controlada brevemente pelo caudilho de Salé Cide Maomé Alaiaxi, que contou com o apoio de mouriscos que tinham sido expulsos de Espanha e de ingleses.
Em 1681, os espanhóis foram expulsos definitivamente por Mulei Ismail tomou de assalto a fortaleza. A conquista da cidade rendeu aos vencedores um importante butim, que incluiu o Cristo de Medinaceli. Esta imagem de Jesus tinha sido levada para Mamora em 1614 e após a conquista da cidade foi arrastada pelas ruas de Mequinez para que a populaça pudesse zombar dela. A imagem acabou por ser resgatada por um padre trinitário e levado para Espanha em 1682, onde passou a ser alvo de grande devoção, principalmente durante a Semana Santa, tanto no local onde se encontra, na Basílica de Jesus de Medinaceli como por toda a Espanha.

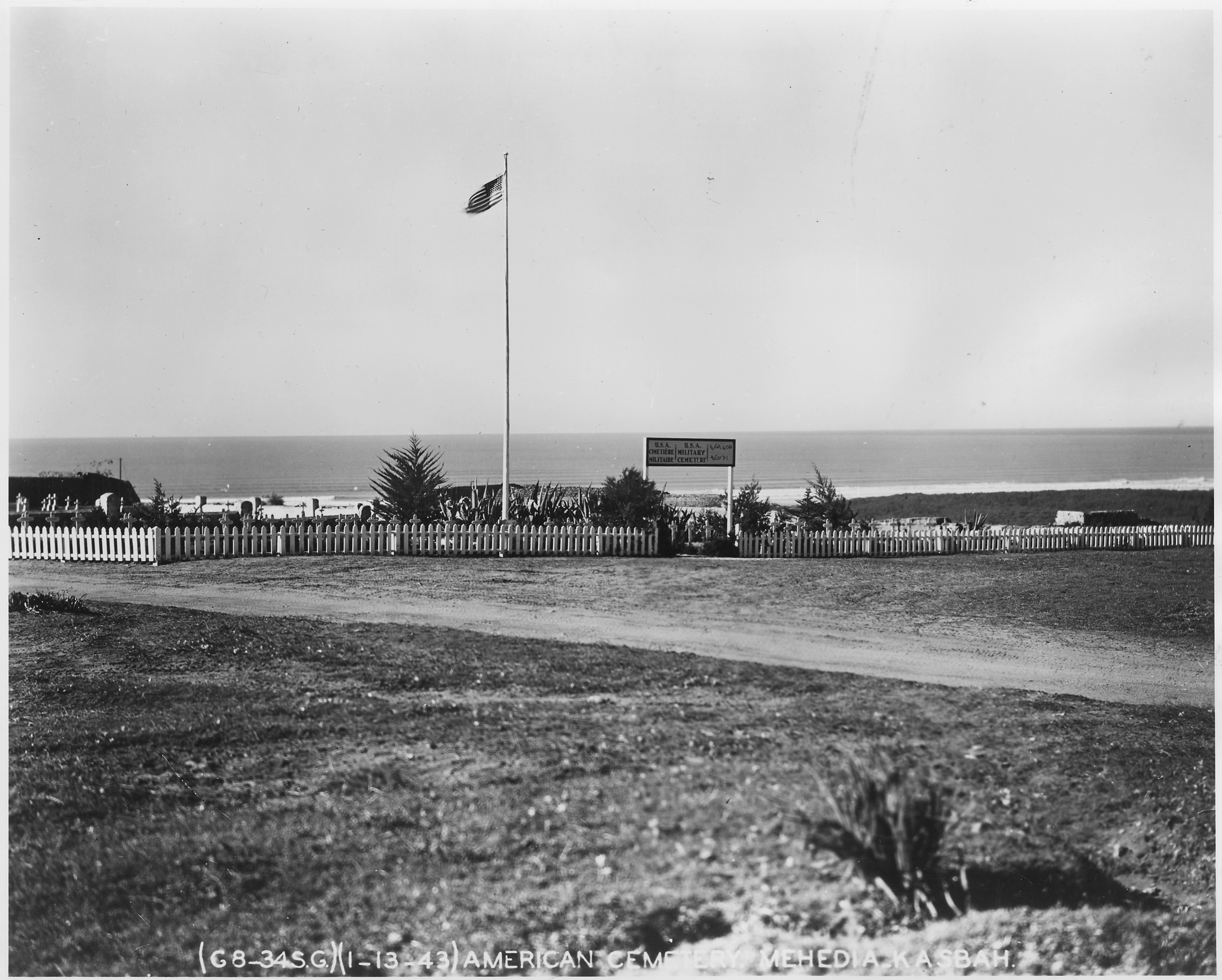
Fotografia de c. 1943 do cemitério militar norte-americano instalado na casbá de Mehdia

Mulei Ismail rebatizou a cidade com o nome de Al-Mahdiya ("cidade dada como presente [hedya]"), evocativo do enorme butim tomado aos espanhóis. O nome de El Mamura passou a designar apenas a grande floresta de sobreiros próxima da cidade. A casbá de El Mahdiya manteve-se um ponto de apoio militar, dominado e protegendo a entrada do rio.
Em 1795, o sultão Solimão fechou o porto para evitar incursões estrangeiras que pudessem por em risco Fez e Mequinez através da excelente via marítima constituída pelo rio Cebu.

### Século XX
Mehdia foi um dos locais onde desembarcaram as primeiras tropas de ocupação francesas em 1911. Quando estas chegaram pouco mais restavam que ruínas povoadas por cerca de 200 pessoas que forçadas a estabelecer-se num douar (aldeia) instalado um quilómetro a leste de onde viviam. As tropas francesas trouxeram alguma atividade, ao fazerem de Mehdia uma base logística. No entanto, essas funções foram transferidas para Quenitra em 1913 pelo marechal Hubert Lyautey devido à falta de espaço para desembarque de mercadorias e por causa da exposição destas às marés no inverno.
Em 1942, durante a Segunda Guerra Mundial, um dos desembarques da Operação Tocha dos Aliados teve lugar nas praias de Mehdia, onde desembarcaram  homens em 19 barcos.[carece de fontes?] Durante os combates, a velha fortaleza foi gravemente danificada.